# Mazda Demio

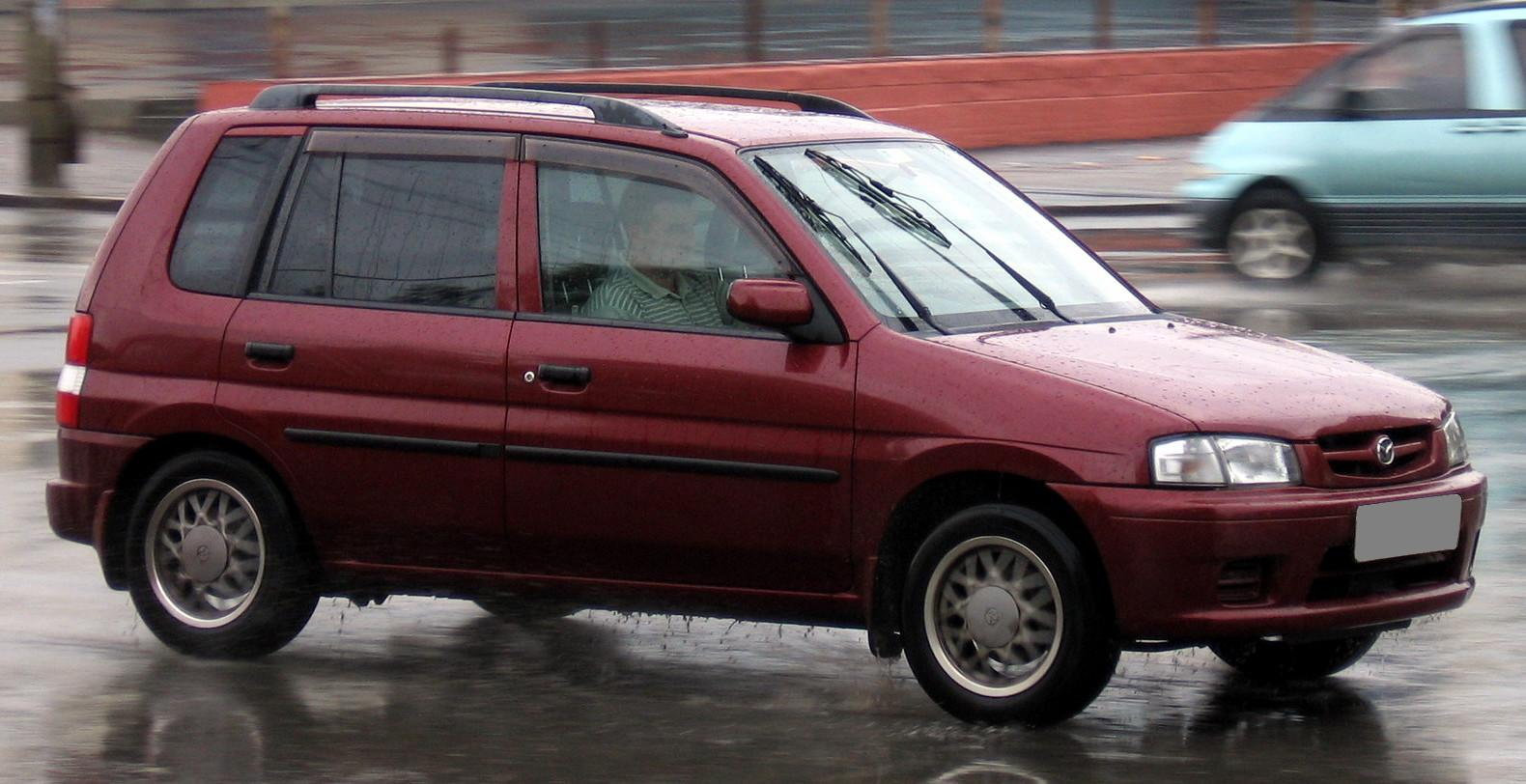
Mazda Demio

Mazda Demio var en högbyggd småbil som introducerades 1996. Modellen som den ersatte storleksmässigt var Mazda 121. Ett karosseri var tillgängligt; som mini-MPV med fem dörrar och dito sittplatser. År 2000 genomgick modellen en mindre ansiktslyftning, vilken resulterade i ett uppdaterat strålkastararrangemang, en ny interiör och nya färgalternativ. Produktionen av Demio slutade år 2002 då Mazda2 introducerades. På vissa marknader behölls dock det gamla namnet. I Sverige blev modellen aldrig någon försäljningsframgång.

## Motorer
- 1.3 L B3-ME I4 (1996-1998)
- 1.5 L B5-ME I4 (1996-1998)
- 1.3 L B3E I4, 61 kW/108 Nm (1999-2001)
- 1.5 L B5E I4, 74 kW/127 Nm (2000-2001)

## Såldes även under namnet
- Mazda 121
- Mazda Metro
- Ford Festiva Mini Wagon